# Glum Geirason
Glum Geirason, som levde mellan ca 940 och 985, var en isländsk furstelovskald. Han var son till en utvandrad norrman.
Glum, som var gift med Torolf Veleifssons dotter Ingun och svärfar till Gudrun Osvivsdotter, skall ha varit en lysande hirdkämpe under den norske kung Harald Gråfäll, som han följde på härfärden till Bjarmaland. Glum stod i förbindelse med flera av sina samtida kolleger, till exempel Gisle Sursson och Odd Breidfjording, däremot inte med Egil Skallagrimsson. Glum var Eirik Blodyx och dennes söners ende verklige hovskald och var kanske rent av diktare till Eirik Blodyx anonyma gravkväde Eiriksmal. Två strofer av ett annat kväde som Glum skrivit till Eirik finns bevarade, men också en hämndestrof om Eiriks äldste son Gamle samt den stora Gråfäldardrapan, som handlar om den ende överlevande bland bröderna, Harald Gråfäll.
Glum, som dog relativt ung, beskrivs av Ohlmarks som "en utmärkt och högt ansedd diktare".